# Metanet
Metanet je decentralizirano omrežje, podobno Freenetu. 